# مختار عباس نقوی
مختار عباس نقوی (انگلیسی: Mukhtar Abbas Naqvi؛ زادهٔ ۱۵ اکتبر ۱۹۵۷) سیاست‌مدار هندی، نایب رئیس حزب بهاراتیا جاناتا و وزیر امور اقلیت هند است.